# شمایل‌شکنی

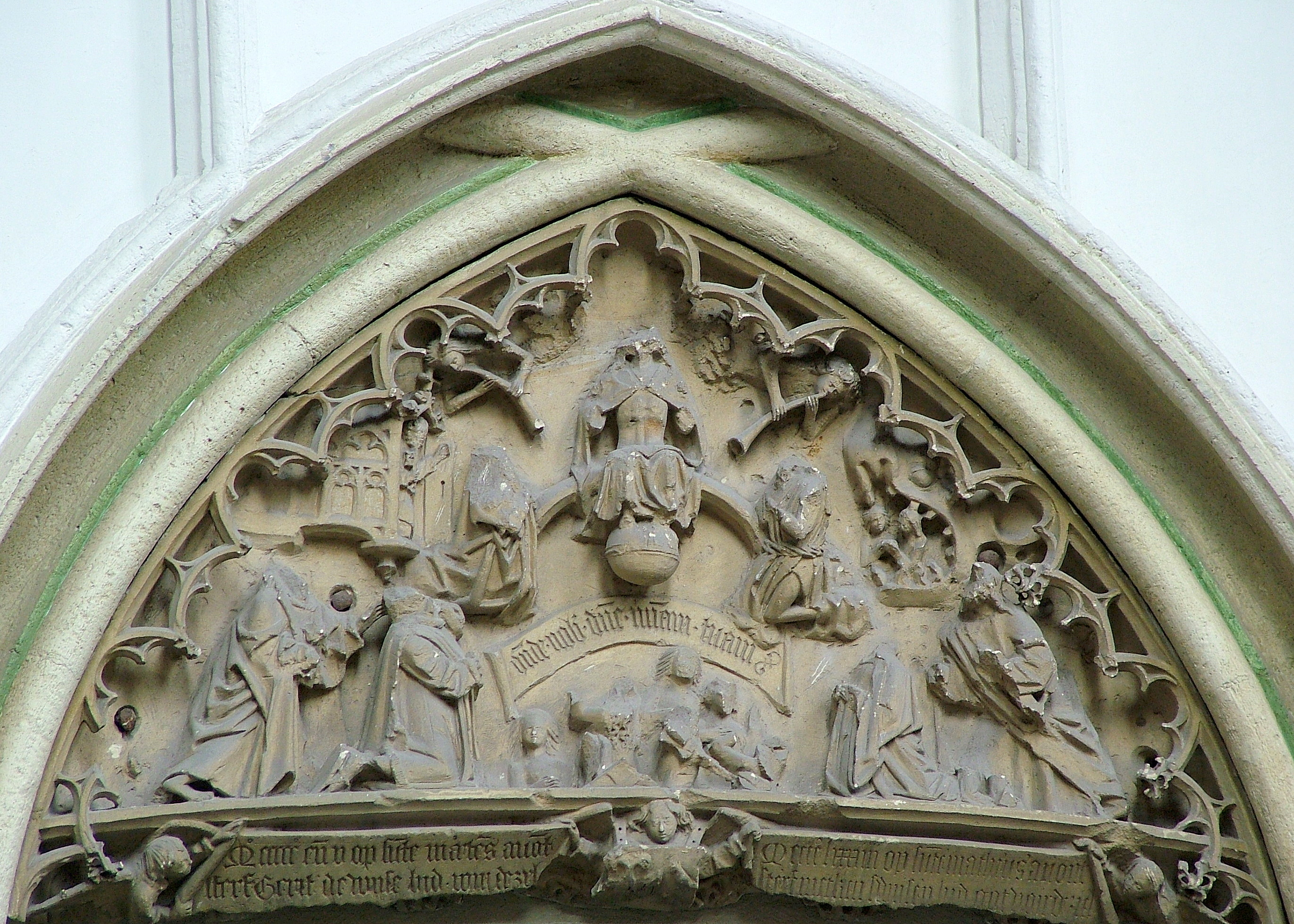
نمونه‌ای از آیکون‌شکنی در طی اصلاحات پروتستانی در قرن ۱۶ میلادی. مجسمه‌ها در کلیسایی در نیمیخن مورد حمله قرار گرفته و خراب شده‌اند.

شمایل‌شکنی، آیکون‌شکنی، یا بت‌شکنی به حرکتی مذهبی برای از بین بردن شمایل و تصاویر مذهبی توسط معتقدان به خود آن مذهب گفته می‌شود. افراد شمایل‌شکن معتقدند که به تصویر کشیدن مفاهیم مقدس مذهبی یا دارای اشتباه است یا گمراه کننده.

## مسیحیت

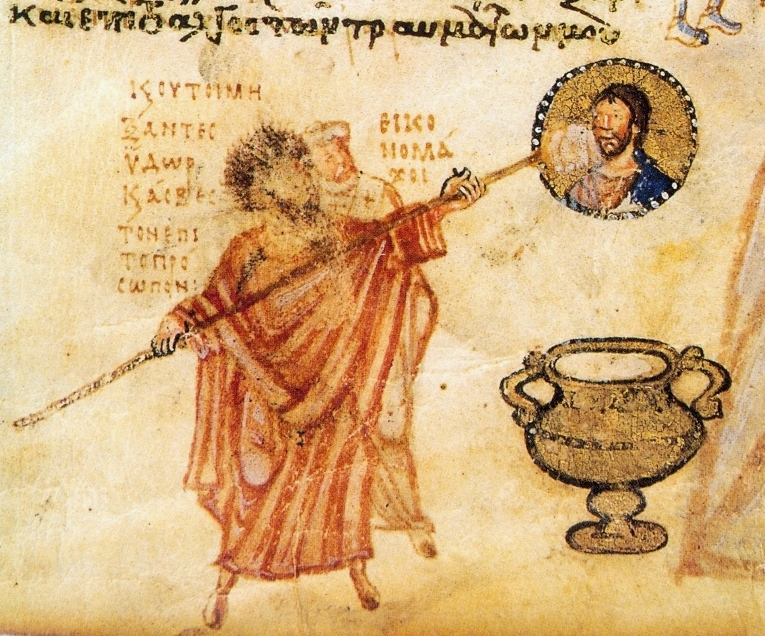
طرحی در قرن ۹ میلادی نشان‌دهندهٔ شمایل‌شکنی در امپراتوری روم شرقی.

در مسیحیت شمایل‌شکنی به‌دلیل تفسیر لفظی از ده‌فرمان به وجود آمده است: (سفر خروج، فصل ۲۰)
(۴) هیچ بُتی برای خود مساز، خواه به شکل هرآنچه بالا در آسمان باشد یا پایین بر زمین یا در آبهای زیر زمین.

(۵) در برابر آنها سجده مکن و آنها را عبادت منما؛ زیرا من، یهوه خدای تو، خدایی غیورم که جزای تقصیرات پدران را به فرزندان و پشت سوم و چهارمِ آنان که مرا نفرت کنند می‌رسانم.
پطرس کسانی که از پرستش شمایل خودداری می‌کردند را «دارای ذهنی یهودی» می‌نامید.

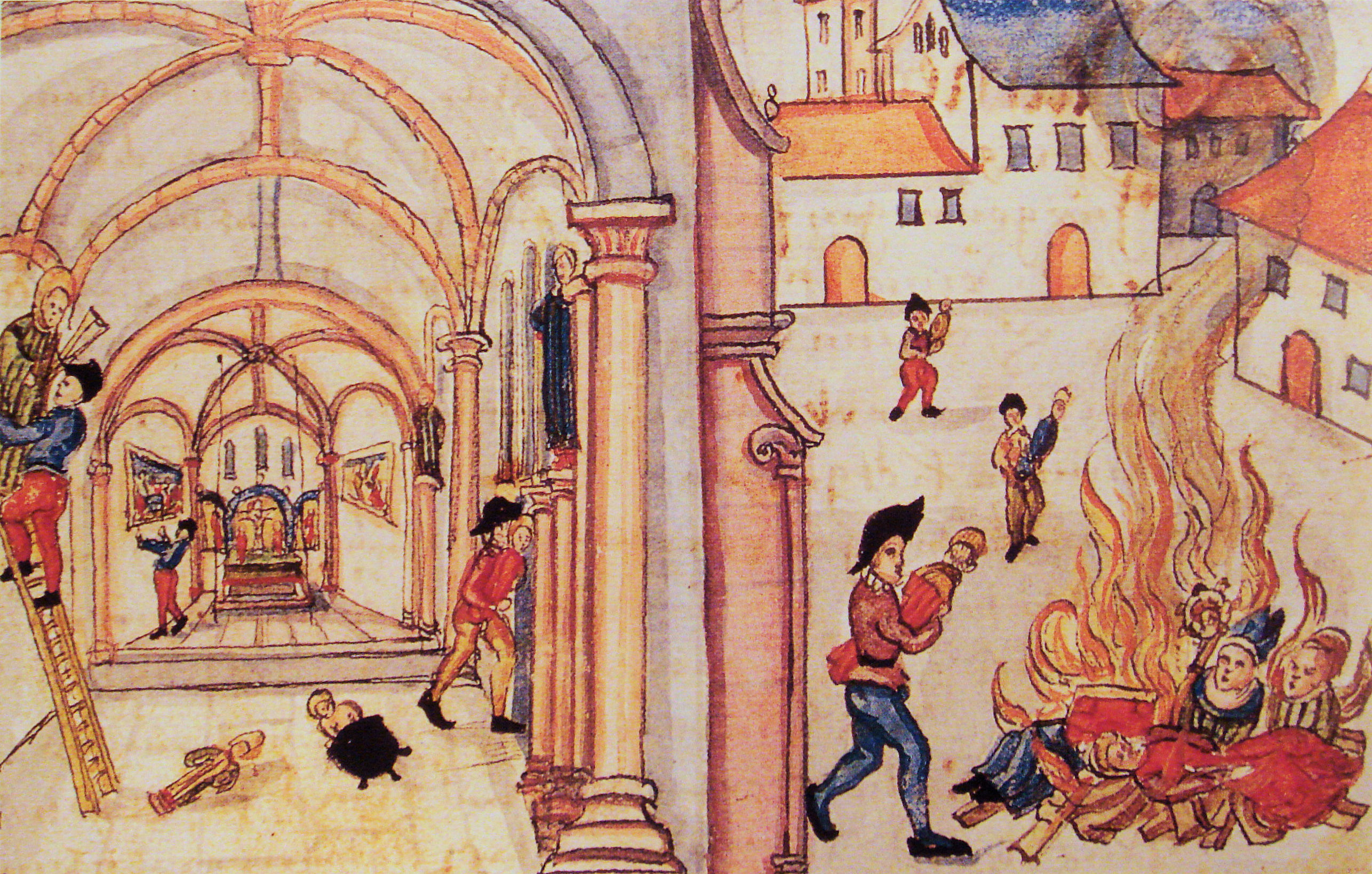
نابودی تصاویر مذهبی در زوریخ به سال ۱۵۲۴ میلادی.

در امپراتوری روم شرقی، آیکون‌شکنی حکومتی توسط لئون سوم پس از مدت‌ها مخالفت مردم با استفاده از شمایل آغاز شد. اکثر حمایت‌کنندگان شمایل‌شکنی را مردمان فقیر غیریونانی شرق امپراتوری که زیر حملهٔ مسلمانان بودند تشکیل می‌دانند. بعدها برخی از اصلاح‌گران پروتستانی مانند اولریش تسوینگلی و ژان کالون نیز براساس ده‌فرمان خواستار برچیده‌شدن آیکون‌ها شدند.

## اسلام
در اسلام، نابودی تصاویر و بت‌ها از کعبه واقعه‌ای مهم در تاریخ اسلام تلقی می‌گردد. با وجود اختلاف نظر میان محققان، اسلام ممکن است یکی از عوامل مؤثر بر آغاز شمایل‌شکنی در امپراتوری روم شرقی باشد. براساس یکتاپرستی مصالحه ناپذیر اسلام، مسلمانان هیچ دلیلی برای نمایش خداوند در آثار هنری ندارند چون که تنها او می‌تواند توسط کلام خودش (قرآن) توصیف شود. قرآن اعراب جاهلی را به دلیل پرستش بت‌ها سرزنش می‌کند ولی در مورد شمایل به صورت یک دکترین بحث نمی‌کند؛ بنابراین اسلام را می‌توان پرهیزکننده از شمایل (ایماژزدا) دانست نه شمایل‌شکن.
در حالت کلی، مسلمانان از قراردادن تصاویر جانداران در مسجدها و مدرسه‌ها خودداری کرده‌اند. این مخالفت با تصاویر مذهبی به صراحت در قرآن نیامده است، بلکه براساس احادیث مختلفی است که نقل شده‌است.